# Ranlo
La ville de Ranlo est située dans le comté de Gaston, dans l’État de Caroline du Nord, aux États-Unis. Lors du recensement de 2010, elle comptait 3 434 habitants.

## Démographie
| 1970  | 1980  | 1990  | 2000  | 2010  | - |
| ----- | ----- | ----- | ----- | ----- | - |
| 2 092 | 1 774 | 1 650 | 2 198 | 3 434 | - |

## Source
- (en) Cet article est partiellement ou en totalité issu de l’article de Wikipédia en anglais intitulé « Ranlo, North Carolina » (voir la liste des auteurs).